# Tunglo
Tunglo (či Tuglo; † 839) byl kníže Lužických Srbů v první polovině 9. století.
Vládl jako vazal franského císaře Ludvíka I. Pobožného. V květnu roku 826 byl Tunglo předvolán císařem Ludvíkem Pobožným na sněm do Ingelheimu, kde ho Ludvík, stejně jako obodritského knížete Čedraga, obvinil z nevěrnosti. V říjnu téhož roku byl však viny zproštěn a umožněn mu byl i návrat do země. Musel ovšem na císařský dvůr poslat svého syna jako rukojmího. Zemřel v roce 839, jeho nástupcem se stal Čimislav.